# Guillaume Garçonnet
 Guillaume Garçonnet,  né à Poitiers et mort à Montpellier le 5 octobre 1543, fut président des États du Languedoc. Conseiller au Parlement de Turin avant de venir en Provence, il avait été avocat général au Parlement le 15 juin 1536 et fut le premier Premier Président du Parlement d'Aix, reçu le 18 juin 1541 par lettres patentes émises à Châtellerault (par suite de la création d'une charge de deuxième Président en faveur de Jean Maynier, baron d'Oppède). Guillaume Garçonnet était célibataire ce qui lui permettait de se consacrer exclusivement à sa charge.

## articles connexes
- Liste des officiers au Parlement de Provence